# Fluctuaciones cíclicas

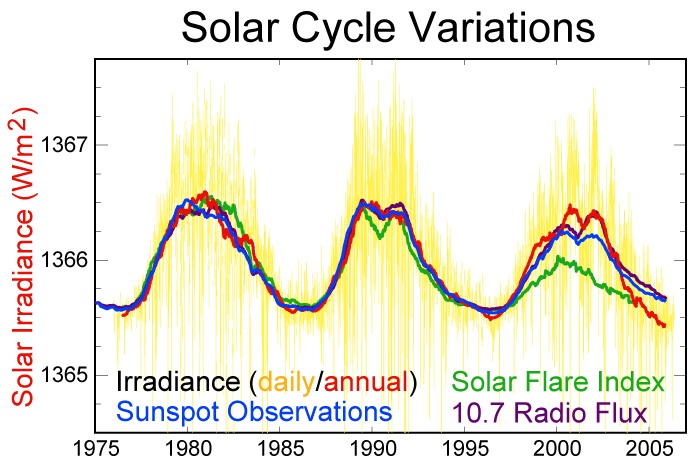
Ciclo solar de 11 años en promedio: la radiación electromagnética que emite el sol, las manchas solares y en general la actividad solar fluctúa cíclicamente.

Las fluctuaciones cíclicas son movimientos oscilatorios alrededor de una tendencia, caracterizados por diferentes fases sucesivas recurrentes de expansión y contracción, de mayor o menor amplitud, que no se encuentran ceñidas a lapsos fijos y que son susceptibles de medición.
Las fluctuaciones cíclicas han sido registradas y estudiadas por ciencias tan diferentes como la astronomía, la geología, la meteorología, la biología, o la economía. Ya en 1922 científicos de diferentes disciplinas realizaron una Conferencia sobre el Ciclo en la Carnegie Institution for Science, en la cual se presentaron investigaciones sobre fluctuaciones cíclicas tan diversas como las manchas solares, las glaciaciones o el ciclo económico.

## Medición
Dado que las series cronológicas o temporales se componen de movimientos seculares a largo plazo o tendencias, fluctuaciones cíclicas, fluctuaciones estacionales y fluctuaciones accidentales, irregulares o casuales, la existencia de determinadas fluctuaciones cíclicas se establece mediante diferentes métodos de análisis de las series temporales, mediante los cuales es posible aislarlas de las fluctuaciones estacionales y de las tendencias. Una vez eliminada la estacionalidad y hecho el ajuste de tendencia se obtienen los ciclos, no es necesario eliminar los movimientos casuales. Los métodos básicos utilizados son los mínimos cuadrados y los promedios móviles, pero actualmente existen diferentes procedimientos y técnicas estadísticos para efectuar análisis específicos, tales como los correlogramas, el Filtro de Hodrick-Prescott o el programa de computador BV4.1.
Aunque los estudios a largo plazo pueden encontrar la duración promedio de determinada fluctuación cíclica, es imposible predecir su duración exacta, la cual no puede deducirse del promedio, ni de la duración del ciclo anterior ni de la de algún grupo de ciclos precedentes. En cambio sí es posible determinar el carácter necesario de determinadas fluctuaciones cíclicas, cuyo desenvolvimiento concreto resulta de una compleja interrelación de múltiples variables, de manera que se une la determinación con la probabilidad.